# George James Robarts
George James Robarts (* um 1782; † 16. Oktober 1829)  war ein britischer Politiker und Offizier.

## Leben
George James Robarts war der zweitälteste Sohn von Abraham Robarts und dessen Frau Sabine (geborene Tierney). Er wuchs mit drei Brüdern, unter anderem Abraham Wildey Robarts und William Tierney Robarts, und fünf Schwester auf. Der Politiker George Tierney war sein Onkel.
Robarts, diente seit 1803 als Dragoner. Er nahm an den Napoleonischen Kriegen auf der Iberischen Halbinsel teil und kämpfte unter anderem in der Schlacht von Vitoria. Er kehrte im Rang eines lieutenant-colonel in das Vereinigte Königreich zurück und schied 1814 aus dem aktiven Dienst, im Rang eines Majors, aus.
1818 kandidierte er erfolglos im Wahlkreis Wallingford für einen Sitz im House of Commons. Bei den Unterhauswahlen 1820 trat er erneut in diesem Wahlkreis, diesem erfolgreich, an. Er gehörte dem House of Commons bis Dezember 1826 an, als er kurz nach den Unterhauswahlen 1826 Aufgrund einer Erkrankung sein Mandat niederlegen musste.
George James Robarts starb unverheiratet. Er hatte drei illegitime Kinder, zwei Söhne und eine Tochter.